# Unatara atinga
Unatara atinga là một loài bọ cánh cứng trong họ Cerambycidae.